# 薩普里姆 (路易斯安那州)
薩普里姆（英語：Supreme）是位於美國路易斯安那州阿桑普申堂區的一個普查規定居民點。

## 人口
根據2020年美國人口普查的數據，薩普里姆的面積為8.90平方千米，當中陸地面積為8.77平方千米，而水域面積為0.13平方千米。當地共有人口839人，而人口密度為每平方千米94.27人。